# Ísis Valverde

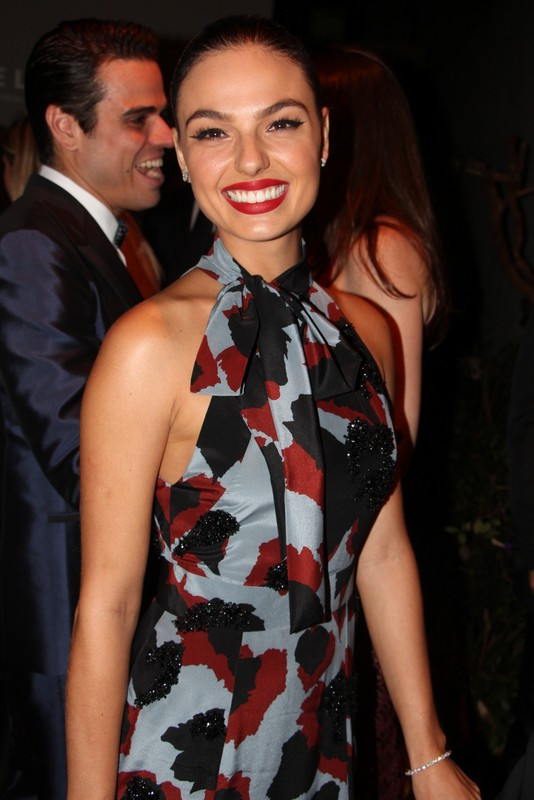
Ísis Valverde

Isis Nable Valverde (sinh ngày 17 tháng 2 năm 1987) là một nữ diễn viên người Brasil đóng vai chính trong telenovela Ti Ti Ti 2010 và đã tham gia một số telenovelas khác.

## Tiểu sử
Valverde được sinh ra ở Aiuruoca, Minas Gerais. Cô chuyển đến Belo Horizonte để học khi cô 15 tuổi. Cô đóng vai chính trong một số quảng cáo khi cô 16 tuổi, và chuyển đến Rio de Janeiro ở tuổi 18 để học hát. Cô có ông bà là người Ý.

## Sự nghiệp
Cô đóng vai một nhân vật bí ẩn tên là Ana do Véu (Ana of the Veil) vào năm 2006 trong Rede Globo telenovela Sinhá Moça. Valverde đóng vai nhân vật phản diện đầu tiên của cô trong telenovela Paraíso Tropical năm 2007 với vai diễn là một gái mại dâm tên là Telma. Cô cũng đóng vai một người làm móng tay sexy tên là Rakelli trong phiên bản năm 2008 của telenovela Beleza Pura.
Valverde đóng vai Camila trong phiên bản năm 2009 của telenovela Caminho das Índias, nhân vật của cô bắt đầu có tình cảm với Ravi, một nhân vật Ấn Độ được đóng bởi Caio Blat. Cô đóng vai chính lần đầu tiên trong năm phiên bản 2010 của telenovela Ti Ti Ti, với vai Marcela, một nhân vật tham gia vào một tam giác tình yêu lãng mạn với Edgar (do Caio Castro thủ vai) và Renato (do Guilherme Winter thủ vai). Nữ diễn viên đóng vai nữ chính Maria Lúcia trong bộ phim Faroeste Caboclo, phát hành vào ngày 30 tháng 5 năm 2013. Cô đóng vai Suellen trong năm 2012 với bộ phim Rede Globo telenovela Avenida Brasil. Valverde đóng vai nhân vật chính, Sereia, vào năm 2013 với bộ phim Rede Globo miniseries O Canto da Sereia. Cô đóng vai Antônia trong miniseries 2014 có tên Amores Roubados, với vai diễn một phụ nữ trẻ, người bắt đầu mối quan hệ với một tên trộm.